# 青竜洞古建築群
青竜洞古建築群（せいりゅうどうこけんちくぐん）は、中華人民共和国貴州省鎮遠県㵲陽河東岸の中和山崖壁に位置しています。青竜洞・中元洞・紫陽洞・万寿宮・祝聖橋など多くの建物が含まれています。

## 歴史
青竜洞古建築群は明の洪武21年（1388年）に創建され、清の初期には大体現在の規模を形成した。
1981年9月16日、鎮遠県人民政府は青竜洞古建築群を県級文物保護単位に認定した。1988年、中華人民共和国国務院は青竜洞古建築群を全国重点文物保護単位に認定した。

## 建築物
- 青竜洞
- 紫陽書院。紫陽書院は青竜洞古建築群の儒家文化の代表的建築物である。
- 中元洞（中元禅院）。中元禅院は青竜洞古建築群の中でも、三つの宗教が並存する仏教聖地である。
- 江西会館。江西会館は、江南地区の安徽派様式の閉鎖式の高い壁の四合院群である。